# Graeme McDowell
Graeme McDowell, detto G-Mac (Portrush, 30 luglio 1979), è un golfista britannico che disputa l'European Tour. Soprannominato G-MAC.
Nel 2010 ha vinto il primo major della sua carriera, imponendosi nello U.S. Open. Tale successo ha rappresentato anche la sua prima vittoria nel PGA Tour.
Complessivamente in carriera ha vinto sei tornei professionistici tra cui l'Open d'Italia nel 2004.
Il 7 luglio 2013 vince l'Alstom Open de France.

## Vittorie professionali (16)

### PGA Tour vittorie (4)
| Legenda            |
| Tornei Major (1)   |
| Altri PGA Tour (3) |

| No. | Data             | Torneo                                         | Punteggio di vittoria | To par | Margine | Secondo/i                      |
| --- | ---------------- | ---------------------------------------------- | --------------------- | ------ | ------- | ------------------------------ |
| 1   | 20 giugno 2010   | U.S. Open                                      | 71-68-71-74=284       | E      | 1 colpo | Grégory Havret                 |
| 2   | 21 aprile 2013   | RBC Heritage                                   | 71-67-68-69=275       | −9     | Playoff | Webb Simpson                   |
| 3   | 16 novembre 2015 | OHL Classic at Mayakoba                        | 67-63-70-66=266       | −18    | Playoff | Jason Bohn, Russell Knox       |
| 4   | 31 marzo 2019    | Corales Puntacana Resort and Club Championship | 73-64-64-69=270       | −18    | 1 colpo | Mackenzie Hughes, Chris Stroud |

## Tornei Major

### Vittorie (1)
| Anno | Campionato | 54 buche       | Punteggio di vittoria | Margine | Secondo        |
| ---- | ---------- | -------------- | --------------------- | ------- | -------------- |
| 2010 | U.S. Open  | 3 shot deficit | E (71-68-71-74=284)   | 1 colpo | Grégory Havret |